# Леви, Эмиль
Эми́ль Леви́ (фр. Émile Lévy; 29 августа 1826 года, Париж — 4 августа 1890 года, там же) — французский художник и иллюстратор, ученик Абель де Пюжоля и Пико.

## Биография
Эмиль Леви родился в Париже в 1826 году. Обучался у Франсуа Эдуара Пико и Абеля де Пюжоля. Он также учился в Национальной высшей школе изящных искусств в Париже. Начал выставлять свои произведения с 1851 года и, получив в 1854 году большую римскую премию, провёл шесть лет в Италии. По возвращении в Париж жил безвыездно в этом городе, выставляя свои картины на ежегодных салонах и пользуясь репутацией одного из лучших представителей новейшей французской живописи.
Художник умер в Париже в 1890 году.

## Творчество

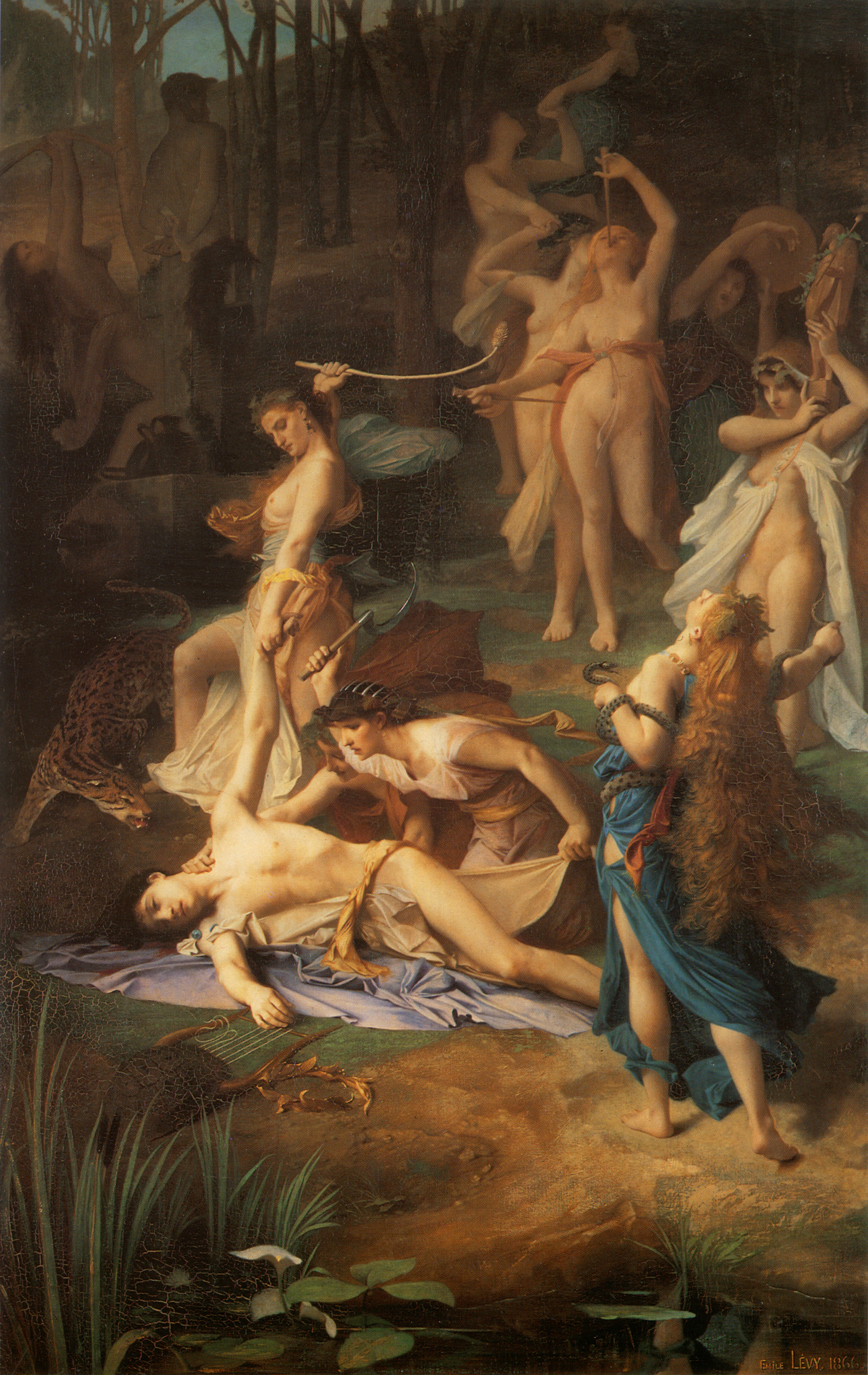
Смерть Орфея, 1866

Писал исторические и аллегорические картины в идиллическом характере, а также портреты, жанры, плафоны и т. п.
- «Праздник кущей у средневековых евреев» (1852);
- «Ной, проклинающий Хама» (1855)
- «Свободная трапеза первохристианских мучеников» (1859),
- «Руфь и Ноемия» (1864),
- «Смерть Орфея» (1866),
- «Радуга» (1868),
- «Переправа вброд» (1866),
- «Обед в поле» (1870),
- «Амур и Безумство» (1874),
- «Ладья» (1876).
- «Meta sudans, в Риме» (1877)

Украсил несколько парижских общественных зданий и богатых частных домов декоративными работами — плафонами и стенными панно.